# Bela Khotenashvili
Bela Khotenashvili (Telavi, Geòrgia, 1 de juny de 1988) és una jugadora d'escacs georgiana que té els títols de Gran Mestre Femení des de 2007 i de Gran Mestre des de 2013.
A la llista d'Elo de la FIDE del desembre de 2021, hi tenia un Elo de 2485 punts, cosa que en feia la jugadora número 14 (en actiu) de Geòrgia, i la número 20 del rànquing mundial femení. El seu màxim Elo va ser de 2531 punts, a la llista de juny de 2013 (posició 620 al rànquing mundial).

## Resultats destacats en competició
El 2004 es proclamà Campiona del món femenina Sub-16, a Heraklio.
El 2009 va guanyar l'obert internacional femení Copa Maia Txiburdanidze. El 2010, empatà als llocs 1r-6è amb Iuri Krivorutxko, Mircea Pârligras, Serguei Vólkov, Gabriel Sargissian i Vladislav Borovikov al 2n Torneig Internacional de Rethymno. El 2012 es va proclamar campiona femenina de Geòrgia.
Al Campionat del món femení de 2012 hi era la 13a millor jugadora segons el rànquing inicial, però fou eliminada en primera ronda. El maig de 2013 fou la guanyadora del primer torneig del Grand Prix de la FIDE Femení 2013–2014. L'estiu de 2013 empatà al segon lloc al campionat d'Europa femení a Budapest, amb 8/11 punts, amb Salome Melia, Lilit Mkertxian, Viktorija Cmilyte, Monika Soćko i Aleksandra Kosteniuk (la campiona fou Hoang Thanh Trang)
El 2017, fou desena al Campionat d'Europa femení a Riga (la campiona fou Nana Dzagnidze).

### Participació en competicions per equips
Des de 2009 forma part habitualment de l'equip nacional georgià. El 2009 fou segona amb el seu equip al Campionat d'Europa per equips. Les georgianes, amb ella a l'equip, foren terceres a l'olimpíada de 2010, i novament terceres al Campionat del món per equips de 2011.
A l'Olimpíada de 2012 a Istanbul, hi fou 8a amb l'equip georgià femení.
L'abril de 2015, va contribuir a que Geòrgia guanyés l'or al Campionat del món femení per equips, puntuant 7.5/9 al primer tauler, cosa que li va permetre de guanyar la medalla d'or individual per la seva actuació.